# حارة قرية السنينة (صنعاء)
حارة قرية السنينة هي إحدى حارات حي السنينة بمديرية معين إحد مديريات العاصمة اليمنية صنعاء، بلغ تعداد سكانها 754 نسمة حسب تعداد اليمن لعام 2004.